# Ruzsoly
Ruzsoly (1899-ig Kruzslyova, szlovákul: Kružlová) község Szlovákiában, az Eperjesi kerület Felsővízközi járásában.

## Fekvése
Felsővízköztől 7 km-re északra, a Ladomér-patak, az Ondava és a lengyel határ között fekszik.

## Története
A települést a német jog alapján alapították a 15. század elején. 1414-ben „Crusulwagasa” néven említik először, amikor Czudar Simon birtokát Bebek Jánosnak adja zálogba. A felsorolásban Ruzsoly neve is szerepel. Részben a Czudar család birtoka volt, részben a makovicai uradalomhoz tartozott. 1427-ben megváltotta magát az adófizetés alól. 1600-ban a soltész házán kívül 7 ház állt a településen, ekkor „Cruszlowa” néven írják. 1618-ban „Kruslyowa” alakban említik a korabeli források, amikor is a soltész háza, egy malom és két ház állt Ruzsolyon. 1787-ben 54 háza és 350 lakosa volt.
A 18. század végén Vályi András így ír róla: „KRUSLOVA. Orosz falu Sáros Várm. földes ura G. Áspremont Uraság, lakosai többen ó hitűek, fekszik Duplinnak szomszédságában, és annak filiája, határjának egy nyomása sovány, fája nints a’ határjában.”
1828-ban 56 házában 433 lakos élt. Lakói állattartással, pásztorkodással foglalkoztak.
Fényes Elek 1851-ben kiadott geográfiai szótárában így ír a faluról: „Kruszló, Sáros v. orosz falu, Bártfához keletre 1 1/2 mfld, 16 rom., 428 g. kath., 9 zsidó lak. G. kath. paroch. templom. Fürészmalom; nagy erdő; vashámor, mellyben öntött vasmüvek készülnek. F. u. gr. Forgács.”
Az első világháborút megelőzően csupán öt családnak volt a községben kőből épített háza. Iskolája 1904-ben épült, a tanítás magyar nyelven folyt. 1920 előtt Sáros vármegye Felsővízközi járásához tartozott.

## Népessége
| Év:            | 1994. | 2004.   | 2014.    | 2024.    |
| -------------- | ----- | ------- | -------- | -------- |
| Emberek száma: | 522   | 566     | 684      | 753      |
| Eltérés:       |       | +8,42 % | +20,84 % | +10,08 % |

| Év:            | 2023. | 2024. |
| -------------- | ----- | ----- |
| Emberek száma: | 753   | 753   |
| Eltérés:       |       | +0 %  |

1910-ben 321, túlnyomórészt ruszin lakosa volt.
2001-ben 558 lakosából 330 szlovák, 117 cigány és 98 ruszin volt.
2011-ben 642 lakosából 334 szlovák, 150 cigány és 95 ruszin.

## Nevezetességei
Ortodox temploma 1888-ban épült.